# Mistów
Mistów – wieś sołecka w Polsce położona w województwie mazowieckim, w powiecie mińskim, w gminie Jakubów.
Wieś szlachecka Nistowe położona była w drugiej połowie XVI wieku w powiecie garwolińskim  ziemi czerskiej województwa mazowieckiego. W latach 1975–1998 miejscowość administracyjnie należała do województwa siedleckiego.
Wieś jest siedzibą rzymskokatolickiej parafii Matki Bożej Fatimskiej należącej do dekanatu mińskiego Narodzenia NMP diecezji warszawsko-praskiej.

## Urodzeni w Mistowie
- Aleksander Wóycicki – polski ksiądz katolicki, profesor Katolickiego Uniwersytetu Lubelskiego, profesor i rektor Uniwersytetu Stefana Batorego w Wilnie, członek Prezydium Rady Naczelnej Obozu Zjednoczenia Narodowego[9][10].